# The Metal Mass – Live
The Metal Mass – Live ist das erste Live- und Videoalbum der deutschen Power-Metal-Band Powerwolf aus dem Jahr 2016.

## Hintergrund
Die Erstveröffentlichung von The Metal Mass – Live erfolgte zunächst am 27. Juli 2016 bei Chaos Reigns in Japan. Zwei Tage später folgte die weltweite Veröffentlichung über Napalm Records. Es erschien zeitgleich als Livealbum auf CD, LP sowie zum Download und Streaming (Katalognummer: NPR 672 DP) und als Videoalbum auf Blu-Ray und DVD (Katalognummer: NPR 672 DM). Das Livealbum setzt sich aus 16 Titeln zusammen.
Das Album enthält Liveaufnahmen von drei verschiedenen Shows: Masters of Rock 2015, Summer Breeze 2015 sowie einem Konzert aus der Oberhausener Turbinenhalle. Dazu kommen die Musikvideos zu Amen & Attack, Army of the Night, We Drink Your Blood und Sanctified with Dynamite, eine Festivaldokumentation A Day at Summer Breeze und ein Tourdokumentationsfilm Kreuzweg – Of Wolves and Men.

## Titelliste
| Nr. | Titel                          | Länge |
| --- | ------------------------------ | ----- |
| 1.  | Sanctified with Dynamite       | 6:04  |
| 2.  | Coleus Sanctus                 | 4:17  |
| 3.  | Army of the Night              | 4:29  |
| 4.  | Amen & Attack                  | 4:20  |
| 5.  | Resurrection by Erection       | 3:58  |
| 6.  | Armata Strigoi                 | 6:17  |
| 7.  | Sacred & Wild                  | 3:48  |
| 8.  | All We Need Is Blood           | 3:46  |
| 9.  | Drumsolo                       |       |
| 10. | Kreuzfeuer                     | 4:23  |
| 11. | Werewolves of Armenia          | 4:15  |
| 12. | We Drink Your Blood            | 3:50  |
| 13. | Lupus Dei                      | 6:15  |
| 14. | Raise Your Fist, Evangelist    | 5:10  |
| 15. | In the Name of God (Deus Vult) | 3:46  |

| Nr. | Titel                          |
| --- | ------------------------------ |
| 1.  | Sanctified with Dynamite       |
| 2.  | Coleus Sanctus                 |
| 3.  | Army of the Night              |
| 4.  | Amen & Attack                  |
| 5.  | Resurrection by Erection       |
| 6.  | Armata Strigoi                 |
| 7.  | Kreuzfeuer                     |
| 8.  | Werewolves of Armenia          |
| 9.  | In the Name of God (Deus Vult) |
| 10. | Blessed & Possessed            |
| 11. | All We Need Is Blood           |
| 12. | Dead Boys Don't Cry            |
| 13. | We Drink Your Blood            |
| 14. | Lupus Dei                      |

| Nr. | Titel                          |
| --- | ------------------------------ |
| 1.  | Blessed & Possessed            |
| 2.  | Coleus Sanctus                 |
| 3.  | Amen & Attack                  |
| 4.  | Cardinal Sin                   |
| 5.  | Army of the Night              |
| 6.  | Resurrection by Erection       |
| 7.  | Armata Strigoi                 |
| 8.  | Drumsolo                       |
| 9.  | Dead Boys Don't Cry            |
| 10. | Let There Be Night             |
| 11. | Werewolves of Armenia          |
| 12. | In the Name of God (Deus Vult) |
| 13. | We Drink Your Blood            |
| 14. | Lupus Dei                      |
| 15. | Sanctified with Dynamite       |
| 16. | Kreuzfeuer                     |

| Nr. | Titel                          | Länge |
| --- | ------------------------------ | ----- |
| 1.  | Blessed & Possessed            | 7:34  |
| 2.  | Coleus Sanctus                 | 4:37  |
| 3.  | Amen & Attack                  | 4:51  |
| 4.  | Cardinal Sin                   | 4:33  |
| 5.  | Army of the Night              | 4:56  |
| 6.  | Resurrection by Erection       | 6:00  |
| 7.  | Armata Strigoi                 | 5:29  |
| 8.  | Dead Boys Don't Cry            | 3:35  |
| 9.  | Let There Be Night             | 4:37  |
| 10. | Werewolves of Armenia          | 5:24  |
| 11. | In the Name of God (Deus Vult) | 3:45  |
| 12. | We Drink Your Blood            | 5:48  |
| 13. | Lupus Dei                      | 5:37  |
| 14. | Sanctified with Dynamite       | 4:24  |
| 15. | Kreuzfeuer                     | 3:56  |
| 16. | All We Need Is Blood           | 4:24  |

## Rezeption
Jürgen Lugerth schrieb auf Laut.de: „Wer sich zu Powerwolf begibt, weiß, was ihn erwartet. Samt dem dazugehörigen Bühnenbild, den Mönchskutten, dem Weihrauchkessel, den Beschwörungen und dem anderen Schnickschnack. Die Gemeinde bleibt da völlig unbeirrbar.“ Die Wertung lag bei drei von fünf. Im Metal Hammer urteilte Lothar Gerber: „Dabei gelingt den Charmebolzen das Kunststück, noch sympathischer rüberzukommen als bisher (…) Als Essenz bleibt das wohlige Gefühl zurück, diese fünf Freunde ein Stück näher kennengelernt zu haben. Zu guter Letzt gibt’s obendrauf noch alle Videoclips der Band. Mehr Vollbedienung geht nicht.“ Die Wertung war sechs von sieben.
Auf Metal.de schrieb Norman Sickinger: „Am Ende von The Metal Mass – Live bleibt ein glasklares Zeugnis, einer der wohl wertvollsten und stärksten Live-Bands unserer Zeit! Für Fans gibt es The Metal Mass – Live in vielen verschiedenen Varianten, mit massig Zusatzmaterial. Zugreifen!“

## Chartplatzierungen
Das Livealbum  erreichte Platz vier in den deutschen Albumcharts sowie Platz 30 in der Schweiz. Das Videoalbum erreichte Platz fünf in den österreichischen Musik-DVD-Charts.
| ChartsChartplatzierungen | Höchstplatzierung | Wochen |
| ------------------------ | ----------------- | ------ |
| Deutschland (GfK)        | 4 (5 Wo.)         | 5      |
| Schweiz (IFPI)           | 30 (1 Wo.)        | 1      |

| ChartsChartplatzierungen | Höchstplatzierung | Wochen |
| ------------------------ | ----------------- | ------ |
| Österreich (Ö3)          | 5 (1 Wo.)         | 1      |